# Nesogenes madagascariensis
Nesogenes madagascariensis là loài thực vật có hoa thuộc họ Cỏ chổi. Loài này được (Bonati) Marais mô tả khoa học đầu tiên năm 1983.